# Charlotte Tison
Charlotte Tison, née le 21 avril 1998 à Etterbeek, est une footballeuse internationale belge qui joue au poste de milieu de terrain au KRC Genk Ladies.

## Biographie
Elle commence sa carrière au K Wolvertem SC.

### En club
À partir de 2014, elle joue au Standard de Liège. En 2016, elle rejoint les rangs du RSC Anderlecht.
Lors de la saison 2021-2022, elle devient championne de Belgique avec le RSC Anderlecht.

### En sélection
Le 20 juin 2022, elle est sélectionnée par Ives Serneels pour disputer l'Euro 2022.

## Palmarès
- Championne de Belgique (6) : 2016 avec le Standard de Liège ; 2018, 2019, 2020[3], 2021 et 2022 avec le RSC Anderlecht
- Vainqueur de la coupe de Belgique (1) : 2022 avec le RSC Anderlecht

 Équipe de Belgique
- Pinatar Cup (1) :
  - Vainqueur : 2022.